# Конвеј (Северна Каролина)
Конвеј (енгл. Conway) град је у америчкој савезној држави Северна Каролина.

## Демографија
По попису из 2010. године број становника је 836, што је 102 (13,9%) становника више него 2000. године.
| Група             | 2000.       | 2010.       |
| Белци             | 481 (65,5%) | 406 (48,6%) |
| Афроамериканци    | 244 (33,2%) | 399 (47,7%) |
| Азијати           | 0 (0,0%)    | 0 (0,0%)    |
| Хиспаноамериканци | 2 (0,3%)    | 20 (2,4%)   |
| Укупно            | 734         | 836         |